# 海洋博公園 アニソンの日
海洋博公園 アニソンの日（かいようはくこうえん あにそんのひ）は、沖縄県本部町にて2013年から2018年まで開催されていたアニメソングのコンサート。正式名称は西暦年号が入り「海洋博公園 アニソンの日20XX」となる。

## 概要
海洋博公園の野外ステージにてアニソンアーティストが出演する無料コンサート。コンサートのほか、周辺にはキッチンカーなどの飲食出展も行われる。2019年以降は開催されず、事実上休止中である。

## 2013年
- 開催日：6月30日

司会
- 知花悠介
- やびくかりん

出演者
- 水木一郎
- Chatnoir シャノワール☆
- こどな-Д-研究所

キャラクターショー
- ドキドキ!プリキュア
- レッドヒーローショー（ゴーカイレッド、ゴセイレッド、シンケンレッド、ゴーオンレッド、ゲキレッド）

## 2014年
- 開催日：6月21日[1]

司会
- 知花悠介
- やびくかりん

出演
- こどな-Д-研究所
- きただにひろし
- 遠藤正明
- 水木一郎

サイドイベント
- アニメ制作パネル展
- ライブペインティング

## 2015年
- 開催日：6月20・21日[2]
- 司会：吉田鉄太郎

20日出演者
- オープニングアクト：時任良治
- 松本梨香
- 遠藤正明
- 水木一郎

21日出演者
- オープニングアクト：嘉数ゆり＆川満あい
- 佐咲紗花
- きただにひろし
- 遠藤正明

## 2016年
- 開催日：6月18日・19日[3]

18日出演者
- オープニングアクト：ぽっぷ♡きゅ〜ん
- 佐咲紗花
- きただにひろし
- 奥井雅美

19日出演者
- オープニングアクト：時任良治
- 影山ヒロノブ
- 米倉千尋
- 喜多修平

## 2017年
- 開催日：6月24日・25日[4]

24日出演者
- 福山芳樹
- 遠藤正明
- 橋本みゆき
- 喜多修平

25日出演者
- 影山ヒロノブ
- きただにひろし
- 石田燿子
- D-51

## 2018年
- 開催日：10月27日・28日[5]
  - 夏季の猛暑を避ける形で秋季開催に変更。

27日出演者
- 遠藤正明
- 影山ヒロノブ
- 谷本貴義
- bless4

28日出演者
- 鈴木このみ
- ChouCho
- Minami
- やびくかりん